# スマイル!
『スマイル!』は、NHK Eテレで、『花影忍法帳コミ☆トレ』の後継番組として2012年4月12日から2018年9月26日まで放送された。
レギュラー放送に先立ち、2011年8月16日にパイロット版が放送された。本項ではこれについても触れる。

## 概要
LD（学習障害）、ADHD（注意欠陥・多動性障害）、発達障害等の子供たちがコミュニケーション能力を高めるための特別支援教育を目的としている。
今作では小学校低学年を主な対象としているほか、2013年以降は幼稚園・保育所も対象に加えるようになった。幼稚園・保育所向けは特別支援学校幼稚部及び幼稚園・保育所の障害児クラスに在籍している乳幼児の療育指導領域、小学校向けは特別支援学校小学部及び特別支援学級に在籍している低学年の養護・訓練に対応する。
2018年9月をもってテレビでの放映を終了（NHK for School公式サイトでは2024年度まで視聴可能だった）。後継番組は『u&i』。

## 内容
魔法使いを目指す子供たち、ショウとエミが「魔法石（まほうせき）」を集めながら、社会生活をする上での他者とのコミュニケーション能力、ソーシャル・スキル（社会技能）を学んでいく。前々番組の『みてハッスルきいてハッスル』や前番組の『花影忍法帳コミ☆トレ』は、少年忍者がモチーフでNHK大阪放送局が15分番組として制作していたが、本番組は東京制作となり、『ハリーポッターシリーズ』で有名になった見習い魔法使いをモチーフとしており、放送時間も10分間となった。
本番組ではショウ、エミと妖精スマイルがライバルのマヤ、マリオと競いながら魔法石を探して活躍するドラマをメインに、アニメパート「スマイル!ハルトくん」と、目や耳のトレーニングとなるクイズコーナーを加えた3つのコーナーで構成されている。

## 放送時間
| 期間                    | 放送時間           |
| ----------------------- | ------------------ |
| 2012年度 - 2015年度     | 木曜日 9:10 - 9:20 |
| 2016年度 - 2018年度前期 | 水曜日 9:00 - 9:10 |

## 登場人物
ショウ（椙杜翔馬）
見習い魔法使い。あわてもので忘れっぽいが元気な男の子。運動が得意で、好きなスポーツはサッカー。動物のことに詳しく絵も得意。趣味はキノコ狩り。
エミ（池戸優音）
ショウと共に魔法を学ぶ見習い魔法使い。ちょっとこだわりが強くてマイペースだが明るい女の子。一つのことに夢中になると周りのことが目に入らなくなるタイプ。歌や読書、ピアノが得意。なわとびが苦手。
スマイル（声：中津真莉子）
ショウとエミを助けるアドバイザーの小さな妖精。ちょっと口うるさいが、親切な女の子で主人公たちの導き手。
日本魔法協会 会長（声：長嶝高士）
秘密基地の水晶玉から魔法使いたちに指示を出す謎の存在。
基地の中には魔法教室があり、ショウやエミ以外の子供たちも魔法や他の科目を学んでいる。
マヤ（小川麻琴）
魔法石を狙い、ショウたちと対立する気の強い魔女。短気で人に厳しい。
料理が苦手でおっちょこちょい。ダンスが得意。好きなものは「光っている物」。
マリオ（関太（タイムマシーン3号））
マヤの相棒。体は大きいが気は小さく、マヤの尻に敷かれているような状態。食べられる物なら何でも好き。
ショウと同じく趣味はキノコ狩り。

### ゲストキャラクター
- こどもの妖精（2012年度第1回）：佐藤瑠生亮
- スマイル海岸の大ダコ クラー・ケンタ（2012年度第2回）：seek（Psycho le Cému）
- 賢者 ユゲ・データ（2012年度第3回）：YURAサマ（Psycho le Cému）
- 武道家 背筋のび太郎（2012年度第3回）：谷口洋行
- ジオラマ作りが大好きな妖精 星豚（2012年度第6回）：中津真莉子（声の出演）
- 野球好きの妖精 ヒューマ（2012年度第11回）：岩崎雄大（劇団ピーチャム・カンパニー）
- 白い薔薇の妖精 シロ〜バラ（2012年度第15回）：水落幸子（声の出演）
- 花影流忍者 あやめ（2013年度第8回）：中津真莉子
- 花影流忍者 ふじまる（2013年度第8回）：鈴木ひろし
- ドクター・バーランス（2013年度第12回）：オラキオ（弾丸ジャッキー）

## スマイル!ハルトくん
アニメパート。小学生のハルトくんが日常のルールを学ぶ。
- ハルト（声：椙杜翔馬）
3年生の男の子。クラスは2組。
- マルゲリータ（声：長嶝高士）
羽の生えた妖精。ハルトくんに他者と同じ状況を体験させてアドバイスをする。
- 先生（声：中津真莉子）
ハルトくんの担任。眼鏡をかけている。
- ソウタ（声:太刀野颯馬）
ハルトくんの同級生。眼鏡を掛けた面長な男の子。
- クルミ（声：池戸優音）
ハルトくんの同級生。
- おがわあゆた（声：まつだ志緒理）
第11回で転校して来た男の子。
- 太った先生（声：水落幸子）
ハルトくんに太っていることを指摘され立腹する。

## スタッフ
- オープニングタイトル・スマイルデザイン：HiWaPlus
- テーマ音楽：小杉保夫
- クイズ・Web：コゴロー・アート・ラボ
- CG操演：ビッグタウンズ
- 「スマイル!ハルトくん」キャラクターデザイン：たかいよしかず
- 「スマイル!ハルトくん」アニメーション制作：京田クリエーション

## 放映リスト
- 2013年度は再放送が主体となったが、一部新作も放送している。
- 表中の13は2013年度における再放送であり、各タイトルの右側の数字は2013年度における再放送が「第○回」に放送されたことを示す。
- 2014年度以降は2013年度放送分の再放送を行っている。
- 前番組の『花影忍法帳コミ☆トレ』では各回ごとのタイトルに加えて、番組のねらいを記したサブタイトルがあったが、本番組では各回ごとのタイトルが必ず「○○○○（の）魔法」となっているとともに、各回のタイトルに番組のねらいが入っている形になっている。

| 回 | 初回放送日     | 再放送日                                                                         | タイトル               | 13年以降 |
| -- | -------------- | -------------------------------------------------------------------------------- | ---------------------- | -------- |
| 1  | 2012年 4月12日 | 4月19日                                                                          | あいさつの魔法         |          |
| 2  | 2012年 4月26日 | 5月10日                                                                          | わかる伝え方の魔法     |          |
| 3  | 2012年 5月17日 | 5月24日、2016年5月11日、18日                                                     | しせいの魔法           | 3        |
| 4  | 2012年 5月31日 | 6月7日                                                                           | 話をよく聞く魔法       |          |
| 5  | 2012年 6月14日 | 6月21日、2016年9月28日、10月5日、2018年9月26日                                   | まわりを見る魔法       | 10       |
| 6  | 2012年 6月28日 | 7月5日、2016年6月8日、15日                                                       | なくさない魔法         | 5        |
| 7  | 2012年 7月12日 | 7月19日、2014年4月24日、5月1日、2015年4月23日、30日、5月7日、2016年4月20日、27日 | 声の使い方の魔法       | 2        |
| 8  | 2012年 8月23日 | 8月30日、9月6日、2014年4月10日、17日、2016年4月6日、13日、2018年4月11日、18日    | 仲間になる魔法         | 1        |
| 9  | 2012年 9月13日 | 20日、12月20日、2016年10月12日、19日                                             | ノートの使い方の魔法   | 11       |
| 10 | 2012年 9月27日 | 10月4日、2016年5月25日、6月1日                                                   | うれしい言葉の魔法     | 4        |
| 11 | 2012年10月11日 | 18日                                                                             | 予定とつきあう魔法     | 16       |
| 12 | 2012年10月25日 | 11月1日、2016年7月6日、13日                                                      | 話をつづける魔法       | 7        |
| 13 | 2012年11月8日  | 15日、12月27日、2016年11月9日、16日                                              | 気持ちを知る魔法       | 13       |
| 14 | 2012年11月22日 | 29日、2016年9月21日                                                              | 聞いて覚える魔法       | 9        |
| 15 | 2012年12月6日  | 13日                                                                             | 集中する魔法           |          |
| 16 | 2013年 1月10日 | 17日                                                                             | 自分を知る魔法         | 20       |
| 17 | 2013年 1月24日 | 31日、2016年11月30日                                                             | おちつく魔法           | 14       |
| 18 | 2013年 2月 7日 | 14日、2016年12月7日、14日                                                        | 共通点の魔法           | 15       |
| 19 | 2013年 2月21日 | 28日                                                                             | 話し合いの魔法         | 17       |
| 20 | 2013年 3月 7日 | 14日                                                                             | こだわりとつきあう魔法 | 19       |

| 回 | 初回放送日     | タイトル           |
| -- | -------------- | ------------------ |
| 6  | 2013年 6月27日 | 不安とつきあう魔法 |
| 8  | 2013年 8月22日 | 相手にあわせる魔法 |
| 12 | 2013年10月24日 | 体の使い方の魔法   |
| 18 | 2014年 2月 6日 | 道具を使う魔法     |

## パイロット版
2011年8月16日の9:15～9:25に放送された（再放送：同年8月18日の9:15～9:25）。クイズコーナー（「動くものを目で追いかけよう」）と、妖精スマイルが進行役として登場する部分はレギュラー放送と同じだが、それ以外はレギュラー放送と異なる内容となっている。
パイロット版でレギュラー放送と異なるのは次の通りである。
- レギュラー放送では、アニメパートとして「スマイル!ハルトくん」を放送しているが、パイロット版ではスタジオコーナーとして「身体のバランス感覚を養う楽しい遊び」を伝えていた。
- ドラマパートはレギュラー放送とは全く異なっており、「聞き間違いをなくすには」のタイトルで、森にある学校にちょっと気弱な先生「シン」が、自己主張が強くちょっと強情な面もある生徒「カイト」、言いたいことははっきりと言い、よくカイトの行動に突っ込む「カノン」という個性的な生徒とともに絆を強める感動的なドラマとなっていた。

### 出演者
スタジオコーナー
- モエ（高井萌生）
- まい（中野まい）
- ことは（梅原ことは）
- EGU-SPLOSION

ドラマパート
- シン（畑中しんじろう）
- カイト（佐藤瑠生亮）
- カノン（内田愛）